# Libcast
Libcast, devenue api.video, est une entreprise française qui édite une plateforme d’hébergement, de gestion et de diffusion de vidéos par Internet en mode SaaS (Software as a Service), par Cédric Montet et Brice Vercoustre.
L’entreprise propose deux services en ligne destinés aux professionnels : l’hébergement vidéo et la diffusion en direct (live streaming). Selon son cofondateur Cédric Montet, Libcast “se différencie des plateformes de grand public, comme YouTube ou Dailymotion, en accompagnant les entreprises et en leur garantissant tous les droits d’auteurs sur leurs contenus”.
Créée en 2006, son siège social se trouve à Bordeaux.

## Produits et service de l'entreprise
Plateforme d’hébergement vidéo
Libcast propose un service d’hébergement et de diffusion de vidéos pour les professionnels, adapté pour le BtoB ou BtoBtoC.
Les utilisateurs peuvent stocker leurs vidéos, et les publier publiquement ou en restreignant leurs accès à une audience définie. Libcast propose un lecteur vidéo HTML5 en marque blanche, personnalisable avec des couleurs et un logo et sans publicité.
La plateforme propose également des fonctionnalités supplémentaires comme le chapitrage, le sous-titrage, l’ajout d’un document sur une vidéo et des statistiques. 
Live Streaming
Depuis juin 2016, Libcast propose un service de diffusion en direct (ou live streaming) “pour les professionnels, facile à utiliser et sans publicité”.

## Live Streaming depuis l'ISS
Le 20 mars 2017, Libcast a participé en tant que partenaire technique à une conférence en direct entre Thomas Pesquet, alors astronaute de l’expédition 50 au sein de la station spatiale internationale, et des élèves français répartis dans le monde entier pour parler de l’importance de l’eau sur Terre et comment la conserver.
Organisée à l’occasion de la journée mondiale de l’eau et en partenariat avec UNICEF France, le CLEMI, l’Agence spatiale européenne et Equalx, cette conférence a rassemblé 230 000 élèves français, ce qui en ferait la “retransmission en direct la plus importante jamais réalisée depuis l’espace depuis 1969”.